# Rolls-Royce Merlin
Der Rolls-Royce Merlin ist ein 12-Zylinder-Flugmotor von Rolls-Royce in V-Bauweise, der vielen wichtigen britischen und US-amerikanischen Flugzeugmustern des Zweiten Weltkriegs als Antrieb diente. Ab 1941 wurde der Motor in Lizenz von der Packard Motor Car Company in den USA als Packard Merlin V-1650 gebaut. Er wurde neben dem Allison V-1710 der wichtigste V-Motor der alliierten Luftstreitkräfte.
Nach dem Krieg wurden diverse Passagier- und Frachtflugzeuge mit diesem Motor ausgestattet. Der zivile Einsatz des Merlin hielt sich jedoch in Grenzen, da er als robust, aber zu laut galt.
Die Bezeichnung des Motors ist gemäß damaliger Rolls-Royce-Tradition von einer Vogelart, dem Merlinfalken, übernommen und nicht, wie oft vermutet, von dem Zauberer Merlin.

## Geschichte

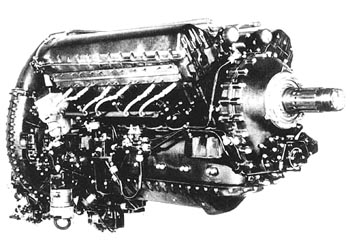
Rolls-Royce Merlin (Bild aus Betriebsanleitung)

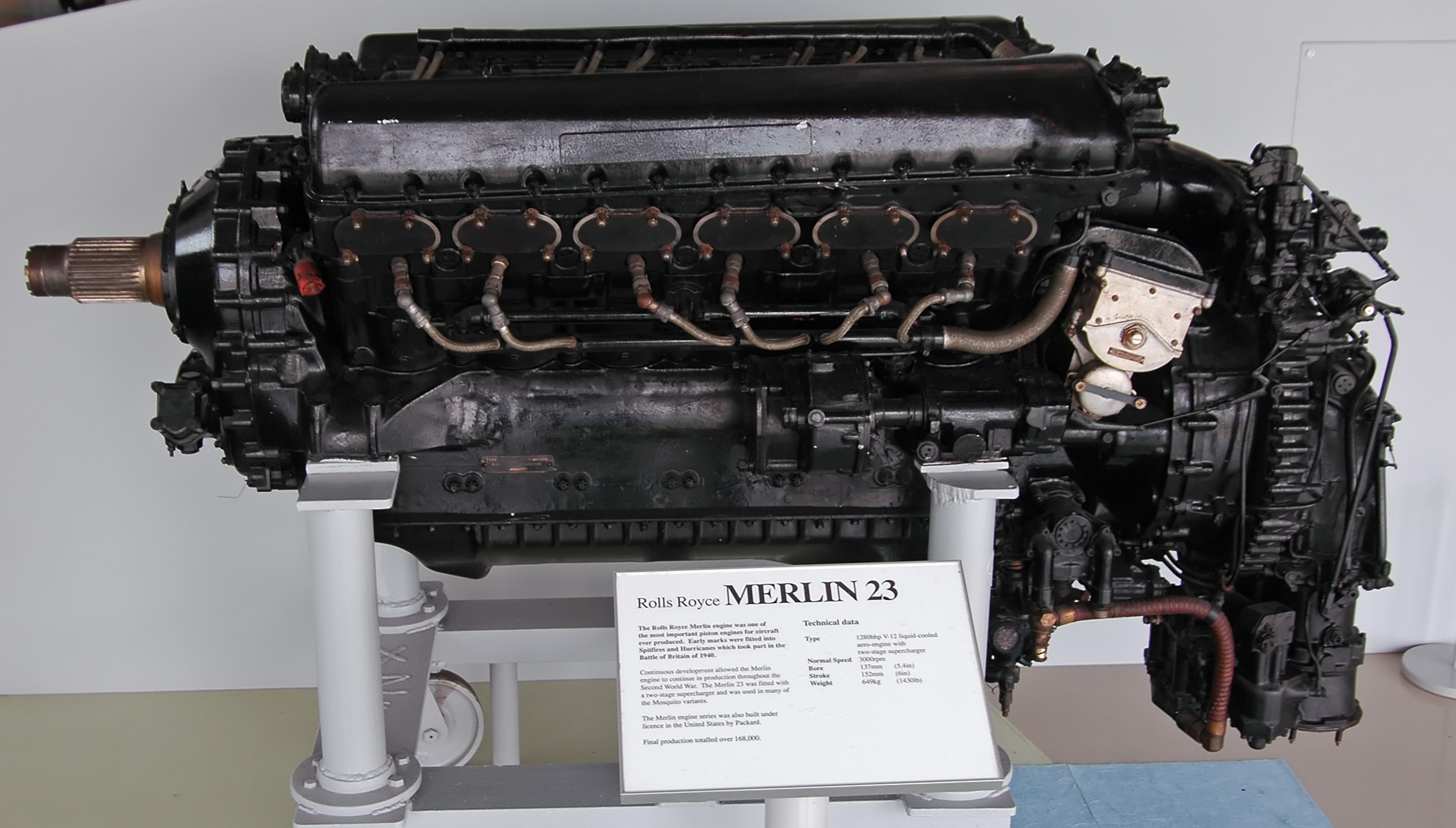
Rolls-Royce Merlin 23 von der Seite

### Entwicklung
Als privates Projekt PV-12 gestartet, wurde es zuerst im Jahre 1935 in einem Hawker-Hart-Doppeldecker eingebaut und erprobt. Der Merlin besaß einen Hubraum von etwa 27 Litern. Die ersten Versionen des Triebwerks leisteten etwa 1000 PS, die letzten rund 2000 PS. Der Motor erwies sich als gelungene und zuverlässige Konstruktion.

### Militärischer Einsatz
Der Merlin sorgte im Zweiten Weltkrieg auch in den wichtigsten britischen Jagdflugzeugen Boulton Paul Defiant, Hawker Hurricane, Supermarine Spitfire und De Havilland DH.98 Mosquito sowie den Marineflugzeugen des Fleet Air Arm wie Fairey Barracuda bzw. Fairey Fulmar für Vortrieb, später auch in Bombern wie Fairey Battle, Armstrong Whitworth Whitley, Vickers Wellington, Avro Lancaster und Handley Page Halifax.
Die Royal Air Force betrieb den Merlin zunächst mit dem bis 1940 üblichen 87-Oktan-Treibstoff, konnte im Laufe des Jahres aber auf von den USA gelieferten 100-Oktan-Treibstoff umstellen und durch diese bessere Qualität die Leistung des Motors in niedrigen Flughöhen deutlich steigern. Im Verlauf des Krieges wurden ständig weitere Leistungssteigerungen durch Einführung von Treibstoffadditiven verwirklicht. So konnte man ab Herbst 1944 bei Verwendung von 100-/150-Oktan-Treibstoff den maximal zulässigen Ladedruck auf 25 psi (dies entspricht 1,724 Bar) erhöhen und damit die Leistung in geringen und mittleren Höhen ohne großen konstruktiven Aufwand nochmals deutlich verbessern.
In den USA wurde der Motor von Packard als Lizenzbau unter der Bezeichnung Packard Merlin V-1650 hergestellt und zum Beispiel in den US-amerikanischen Jagdflugzeugen Curtiss P-40 Warhawk und North American P-51 Mustang, später aber auch in britischen Flugzeugen wie der Spitfire Mk.XVI und den Bombern Avro Lancaster, De Havilland Mosquito und der späteren Weiterentwicklung De Havilland DH.103 Hornet eingesetzt.
Nach dem Zweiten Weltkrieg verwendeten die beiden spanischen Firmen Hispano Aviación und CASA den Merlin 500 als Antrieb für die HA-1112 (Lizenzbau der Messerschmitt Bf 109) bzw. die CASA 2.111B, einen Lizenzbau der Heinkel He 111. Maschinen dieser Typen sind unter anderem im Film Luftschlacht um England zu sehen.
Äußeres Unterscheidungsmerkmal zu den deutschen Originalen sind die bulligeren Motorenverkleidungen sowie bei den HA-1112 die oben statt unten liegenden Auspuffrohre, da der Merlin-V-Motor nicht wie die deutschen Flugmotoren „hängend“ (Kurbelwelle oben), sondern stehend eingebaut wurde.
Eine CASA 2.111B befindet sich in der Flugwerft Schleißheim, einer Zweigstelle des Deutschen Museums bei München.

### Ziviler Einsatz
Nach dem Zweiten Weltkrieg wurden diverse Passagier- und Frachtflugzeuge mit dem RR Merlin ausgestattet, so beispielsweise die Avro Lancastrian, Avro Tudor und Avro York, später noch einmal die kanadische Canadair C-4 (umgebaute Douglas C-54). Der zivile Einsatz des Merlin hielt sich jedoch in Grenzen, da er als robust, aber zu laut galt. Daneben konnte sich der Motor aus diesem Grund auf dem zivilen Markt nicht gegen die bewährten leistungsstarken aufgeladenen US-amerikanischen Sternmotoren von Curtiss-Wright bzw. Pratt & Whitney durchsetzen.

## Varianten
Die wichtigsten Merlin-Baureihen:
- II, III, XII: Eingang-Lader (z. B. Supermarine Spitfire I/II)
- 20er-Serie: verbesserte Höhenleistung durch Zweigang-Lader (z. B. Hawker Hurricane II, Mosquito IV)
- 40er-Serie: verbesserte Gesamtleistung durch vergrößerten Eingang-Lader (z. B. Spitfire V)
- 60er- und 70er-Serie: verbesserte Höhenleistung durch zweistufigen Zweigang-Lader (z. B. North American P-51B Mustang)
- 200er-Serie: US-amerikanische Packard V-1650-Motoren (z. B. Spitfire XVI, Curtiss P-40N Warhawk, North American P-51D Mustang, Avro Lancaster)
- 500er-, 600er- und 700er-Serie: Nachkriegsmodelle des Merlin, oft für zivile Verwendung

## Lizenzversionen
- Packard Merlin V-1650 – ab 1942 von Packard in den USA gebaut und auch nach Großbritannien geliefert

## Technische Daten (Merlin 61)
- Typ: flüssigkeitsgekühlter 12-Zylinder-Viertakt-V-Motor mit 60° Bankwinkel und mechanischer Aufladung
- Ventiltrieb: vier Ventile pro Zylinder, je Zylinderbank über eine obenliegende Nockenwelle und Schlepphebel betätigt, Auslassventile natriumgekühlt
- Bohrung:  5,4 Zoll (137,2 mm)
- Hub: 6 Zoll (152,4 mm)
- Hubraum: 27,04 l
- Trockengewicht: 745 kg
- Verdichtung: 6:1
- Leistung: 1170 kW (1565 PS) in 3740 m Höhe; 1035 kW (1390 PS) in 7170 m bei 3000/min
- Aufladung: zweistufiger Zweigang-Radialkompressor mit Ladeluftkühlung
- Gemischbildung: Steigstrom-Doppelvergaser, an der Rückseite unter dem Lader angeordnet
- Schmierung: Trockensumpf mit einer Druck- und zwei Rückförderpumpen
- Propellergetriebe: einstufiges, geradverzahntes Stirnradgetriebe

## Abarten
Vom Rolls-Royce Merlin stammt der Rolls-Royce Meteor ab, im Grunde ein auf (je nach Version) 600–650 oder 810 PS gedrosselter Merlin zum Antrieb von Panzern. Dieser erwies sich als sehr zuverlässig.
Vom Meteor stammt wiederum der Rolls-Royce Meteorite ab, ein auf 18 Liter verkleinerter Achtzylinder-V-Ottomotor, der dem schweren Panzertransporter Thornycroft Antar als Antrieb diente.